# Charles Arnette Towne

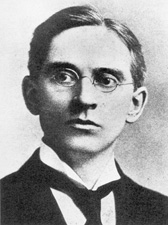
Charles Arnette Towne

Charles Arnette Towne (* 21. November 1858 in Pontiac, Michigan; † 22. Oktober 1928 in Tucson, Arizona) war ein US-amerikanischer Politiker, der den Bundesstaat Minnesota in beiden Kammern des Kongresses vertrat. Außerdem vertrat er den Staat New York im US-Repräsentantenhaus.

## Leben

### Frühes Leben
Towne absolvierte nach Beendigung der Pflichtschule die University of Michigan, an der er 1881 seinen Abschluss erlangte. Er studierte daraufhin die Rechtswissenschaften und wurde 1885 als Rechtsanwalt zugelassen. Seine erste Anwaltskanzlei eröffnete er in Marquette (Michigan). 1890 zog er nach Duluth (Minnesota) wo er seinen Beruf als Anwalt fortsetzte, und von 1893 bis 1895 in das Judge Advocate General’s Corps aufgenommen wurde.

### Politische Karriere
1894 kandidierte Towne als Mitglied der Republikaner mit Erfolg für einen Sitz im Repräsentantenhaus der Vereinigten Staaten und vertrat seinen Wahlkreis vom 4. März 1895 bis 3. März 1897. Kurz nach seinem Ausscheiden aus dem Amt als Abgeordneter trat er aus der Republikanischen Partei aus. Vermutlich deshalb waren sowohl 1896 aber auch 1898 erneute Kandidaturen als Parteiloser nicht von Erfolg gekrönt.
1900 versuchten ihn sowohl die Populist Party als auch die Silver Republican Party auf ihren jeweiligen Konventen dazu zu bewegen, als Vizepräsidentschaftskandidat der jeweiligen Partei zu kandidieren, was Towne jedoch ablehnte. In etwa diese Zeit fällt sein Beitritt zur Demokratischen Partei. Nach dem Tod von Cushman Davis wurde Towne zu dessen Nachfolger als Senator der Vereinigten Staaten ernannt, ein Amt, das er jedoch nur knapp zwei Monate, vom 5. Dezember 1900 bis 28. Januar 1901 innehatte.
Im Jahr 1901 zog Towne nach New York City, wo er drei Jahre später, 1904, erneut erfolgreich für einen Sitz im Repräsentantenhaus – dieses Mal im 14. Kongresswahlbezirk von New York – kandidierte. Seine Amtszeit dauerte vom 4. März 1905 bis zum 3. März 1907.

### Privatleben und Tod
Über Townes Privatleben ist wenig bekannt. Aus einem Zeitungsartikel der New York Times vom 4. März 1917 geht hervor, dass er zweimal verheiratet war. Nach dem Tod seiner ersten Frau, Maude Wiley, heiratete er, bereits 58-jährig, am 3. März 1917 die erst 29-jährige Alice Elkin. Ob er zeitlebens Kinder hatte, ist nicht bekannt.
Towne starb elf Jahre später, im Alter von 69 Jahren, an einer Lungenentzündung.